# Franjo Kuhar
Franjo Kuhar (Zagreb, 2. srpnja 1963.) je hrvatski kazališni, televizijski i filmski glumac. 

## Životopis
Diplomirao je na zagrebačkoj Akademiji dramske umjetnosti 1987. Član ZGK Komedija postao je 1988., a član Drame Hrvatskoga narodnog kazališta u Zagrebu postao je 1994.

## Filmografija

### Televizijske uloge
- "Ljubav u zaleđu" kao Magaš (2006.)
- "Naša mala klinika" kao Zoran Bringman (2006.)
- "Bibin svijet" kao Šiljo (2007.)
- "Zabranjena ljubav" kao Goran Vučić (2005. – 2007.)
- "Bitange i princeze" kao Stjepan "Jimmy" Džomlija (2007. – 2009.)
- "Stipe u gostima" kao gospodin Klarić (2008.)
- "Stipe u gostima" kao Franjo (2011.)
- "Provodi i sprovodi" kao svirač Džo (2011. – 2012.)
- "Stipe u gostima" kao Jura (2012.)
- "Crno-bijeli svijet" kao Dominik Bertalan (2015. – 2020.)
- "Metropolitanci" kao Ljubo Neralić (2022.)

### Filmske uloge
- "Narodni mučenik" (1993.)
- "U zemlji čudesa" kao Roma (2009.)
- "Fleke" kao Branko (2011.)

### Sinkronizacija
- "Legenda o medvjedu" kao Sitka (2003.)
- "Niko - Božićna potraga" kao Đuro (2008.)
- "Medvjedić Winnie" kao narator (2011.)
- "Niko 2: Mali brat, velika frka" kao Đuro (2012.)
- "U potrazi za Markom Polom" kao Marko Polo (glas) (2013.)
- "Superknjiga" kao Šimun Petar/Petar˙[S1] i Mojsije (2016.)
- "DI-GATA" kao Brackus
- "Cocco Bill" kao Cocco Bill

## Vanjske poveznice
- Franjo Kuhar u internetskoj bazi filmova IMDb-u (engl.)
- HNK u Zagrebu – Franjo Kuhar  Arhivirana inačica izvorne stranice od 11. listopada 2016. (Wayback Machine)